# Caballo volador de Gansu

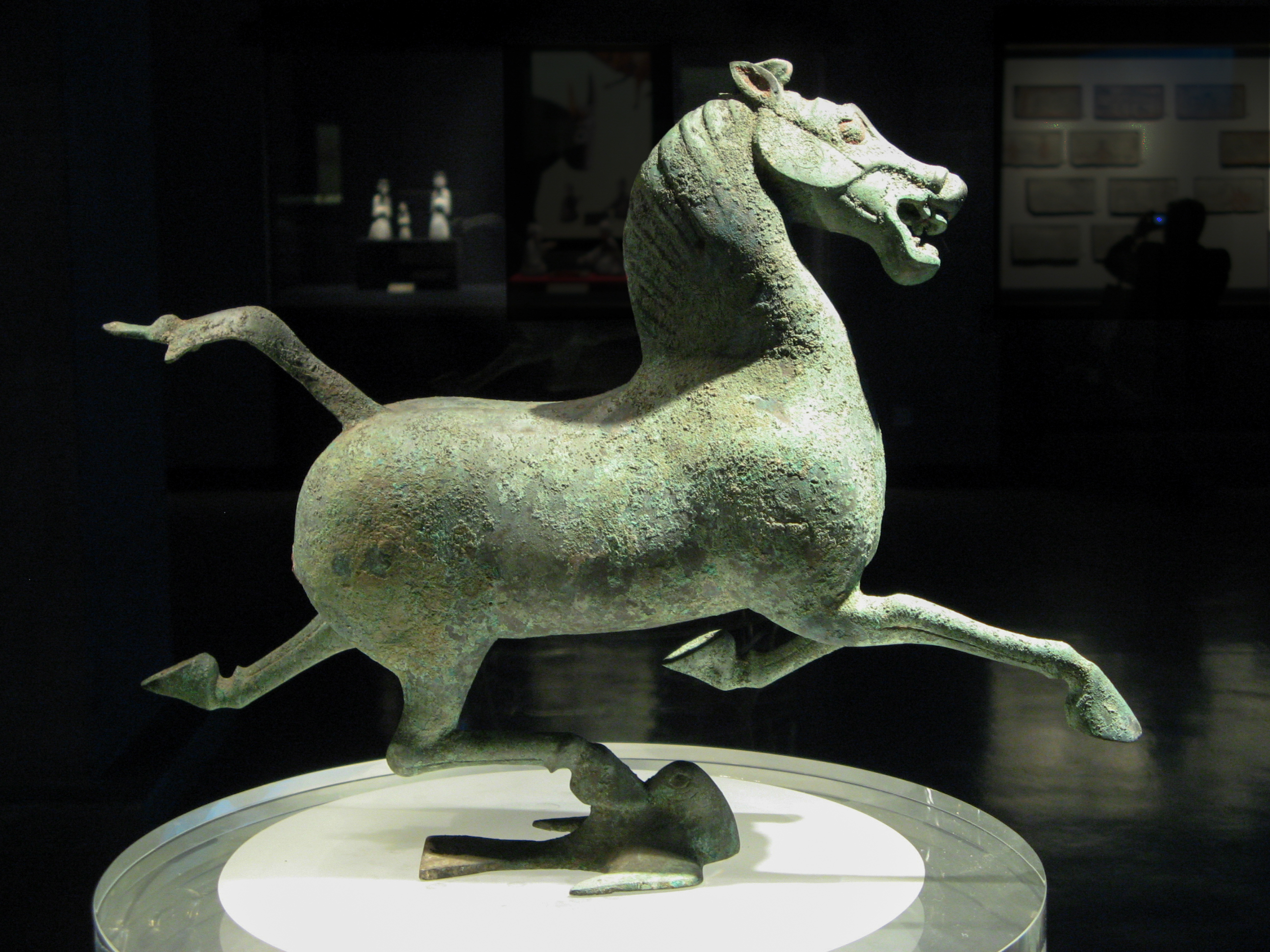
Caballo Volador, Dinastía Han del Este. Bronce. Gansu Museo provincial

El Caballo Volador de Gansu o Caballo Volador de la dinastía Han, el bronce del Caballo que corre (铜奔马 Tóng bēn mǎ) o Caballo Galopante Pisoteando una Golondrina que vuela (马踏飞燕 Mǎtà fēiyàn) es una escultura china en bronce de la Dinastía Han probablemente del siglo II d. C.. Descubierto en 1969 cerca de la ciudad de Wuwei, en la provincia de Gansu,  está ahora en el Museo Provincial de Gansu. "Perfectamente equilibrado," dice una autoridad, "sobre la única pezuña que descansa sin presionar a una golondrina que vuela,  es un notable ejemplo de forma tridimensional y de retrato animal con la cabeza vivamente expresando un valiente vigor ."

## Descubrimiento y fama mundial
El caballo se encontró en 1969, durante la Revolución Cultural, por un equipo de lugareños a quienes se les dijo que construyeran refugios antiaéreos por el riesgo de guerra con la Unión Soviética. Cuándo excavaron encontraron una cámara bajo un monasterio que contenía un grupo de más de 200 figuras de bronce de hombres, caballos, y carros, las cuales pusieron en bolsas de plástico y se llevaron a sus casas.

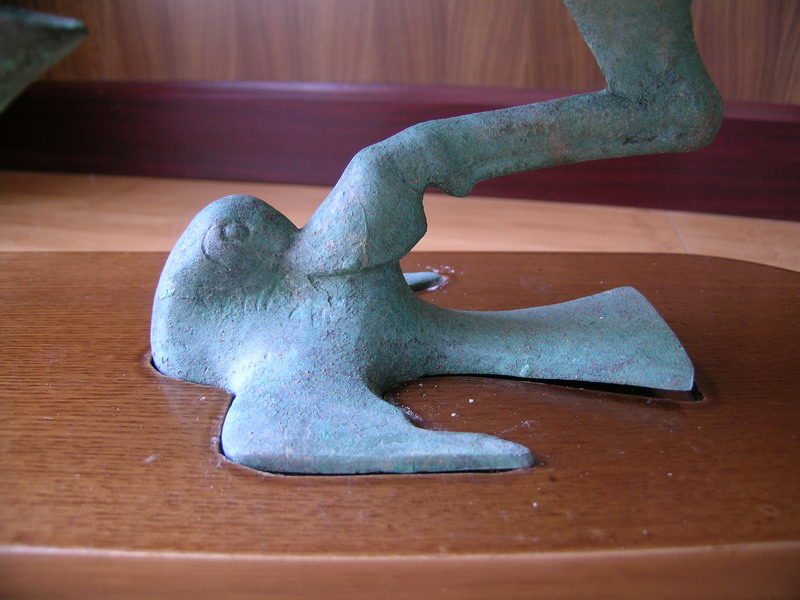
Detalle del pie y pájaro (replica)

Más tarde se dieron cuenta de la importancia de lo encontrado e informaron a las autoridades provinciales. Arqueólogos profesionales se involucraron entonces en las excavaciones. Descubrieron una tumba con tres cámaras que aparentemente había visitada por saqueadores poco después del entierro alrededor de 2,000 años antes. Los saqueadores no habían entrado en la cámara donde se encontraron los bronces. Los arqueólogos determinaron que la rica tumba era de un general del ejército de la dinastía Han a quién le había sido asignado la importante tarea de mantener las defensas de la frontera imperial.  Ellos llevaron los bronces al museo en Lanzhou.[2]
En Lanzhou, el grupo de bronces fue observado por Guo Moruo, el más antiguo especialista de China en arqueología e historia, quién acompañaba al Príncipe camboyano Sihanouk en una visita a China. Guo se impresionó por la belleza del caballo y lo seleccionó  para las exposiciones nacionales e internacionales.[2]
El caballo del bronce es de una raza traída del antiguo reino de Fergana en el este de Uzbekistán, por una punitiva enviada por el Emperador Han Wudi el año 104 a. C. Estos "caballos celestiales" eran altamente valorados como marcas de estatus social.
A pesar de que los eruditos indicaron que el pájaro no era de hecho una golondrina, la pieza fue exhibida en muchos países en los años 70 del siglo XX como "Caballo Galopante Pisoteando una Golondrina que Vuela."
En 2002, la Administración Estatal del patrimonio Cultural de China incluyó el Caballo Volador de Gansu en la lista inaugural de 64 objetos considerados reliquias culturales que están prohibidos de ser llevados para exposición fuera de China.